# Paula Fudge
Paula Fudge (née Yeoman le 30 mars 1952) est une athlète britannique, spécialiste des courses de fond. 

## Biographie
Elle se révèle lors des Jeux du Commonwealth de 1978, Edmonton, en remportant le titre du 3 000 mètres. Médaillée de bronze du 3 000 m lors des championnats d'Europe en salle de 1982, elle se spécialise dans les courses sur route au milieu des années 1980. 
Vainqueur du Marathon de Colombus, aux États-Unis, en 1985, elle se classe 5e du Marathon de Londres 1986, puis 4e lors de l'édition 1987. Elle termine 17e du marathon des championnats du monde 1987 où elle porte son record personnel à 2 h 42 min 42 s. 
Dans l'épreuve du cross-country, elle remporte deux médailles de bronze aux championnats du monde dans l'épreuve longue par équipes, en 1979 et 1982.
Elle a détenu le record du monde du 5 000 mètres de septembre 1981 à mars 1982 dans le temps de 15 min 14 s 51.

### Palmarès
| Date | Compétition                    | Lieu     | Résultat | Épreuve                | Performance     |
| ---- | ------------------------------ | -------- | -------- | ---------------------- | --------------- |
| 1978 | Jeux du Commonwealth           | Edmonton | 1re      | 3 000 m                | 9 min 12 s 95   |
| 1978 | Championnats d'Europe          | Prague   | 8e       | 3 000 m                | 8 min 48 s 7    |
| 1979 | Championnats du monde de cross | Limerick | 3e       | Cross long par équipes |                 |
| 1981 | Coupe d'Europe des nations     | Zagreb   | 3e       | 3 000 m                | 8 min 54 s 59   |
| 1982 | Championnats d'Europe en salle | Milan    | 3e       | 3 000 m                | 8 min 56 s 96   |
| 1982 | Championnats du monde de cross | Rome     | 3e       | Cross long par équipes |                 |
| 1986 | Marathon de Londres            | Londres  | 5e       | Marathon               | 2 h 32 min 25 s |
| 1987 | Marathon de Londres            | Londres  | 4e       | Marathon               | 2 h 32 min 28 s |
| 1987 | Championnats du monde          | Rome     | 17e      | Marathon               | 2 h 42 min 42 s |
| 1988 | Marathon de Chicago            | Chicago  | 3e       | Marathon               | 2 h 29 min 47 s |

### Records
| Épreuve  | Performance     | Lieu | Date         |
| -------- | --------------- | ---- | ------------ |
| Marathon | 2 h 42 min 42 s | Rome | 29 août 1987 |